# EIF4A1
EIF4A1 (англ. Eukaryotic translation initiation factor 4A1) – білок, який кодується однойменним геном, розташованим у людей на короткому плечі 17-ї хромосоми.  Довжина поліпептидного ланцюга білка становить 406 амінокислот, а молекулярна маса — 46 154.
| 10         |  | 20         |  | 30         |  | 40         |  | 50         |
| ---------- |  | ---------- |  | ---------- |  | ---------- |  | ---------- |
| MSASQDSRSR |  | DNGPDGMEPE |  | GVIESNWNEI |  | VDSFDDMNLS |  | ESLLRGIYAY |
| GFEKPSAIQQ |  | RAILPCIKGY |  | DVIAQAQSGT |  | GKTATFAISI |  | LQQIELDLKA |
| TQALVLAPTR |  | ELAQQIQKVV |  | MALGDYMGAS |  | CHACIGGTNV |  | RAEVQKLQME |
| APHIIVGTPG |  | RVFDMLNRRY |  | LSPKYIKMFV |  | LDEADEMLSR |  | GFKDQIYDIF |
| QKLNSNTQVV |  | LLSATMPSDV |  | LEVTKKFMRD |  | PIRILVKKEE |  | LTLEGIRQFY |
| INVEREEWKL |  | DTLCDLYETL |  | TITQAVIFIN |  | TRRKVDWLTE |  | KMHARDFTVS |
| AMHGDMDQKE |  | RDVIMREFRS |  | GSSRVLITTD |  | LLARGIDVQQ |  | VSLVINYDLP |
| TNRENYIHRI |  | GRGGRFGRKG |  | VAINMVTEED |  | KRTLRDIETF |  | YNTSIEEMPL |
| NVADLI     |  |            |  |            |  |            |  |            |

A: Аланін

C: Цистеїн

D: Аспарагінова кислота

E: Глутамінова кислота

F: Фенілаланін

G: Гліцин

H: Гістидин

I: Ізолейцин

K: Лізин

L: Лейцин

M: Метіонін

N: Аспарагін

P: Пролін

Q: Глутамін

R: Аргінін

S: Серин

T: Треонін

V: Валін

W: Триптофан

Кодований геном білок за функціями належить до гідролаз, геліказ, факторів ініціації. 
Задіяний у таких біологічних процесах як взаємодія хазяїн-вірус, біосинтез білка. 
Білок має сайт для зв'язування з АТФ, нуклеотидами, РНК. 